# Coelho Neto (scrittore)
Henrique Maximiliano Coelho Neto (Caxias, 21 febbraio 1864 – Rio de Janeiro, 28 novembre 1934) è stato uno scrittore brasiliano.

## Biografia
Fu autore di racconti, romanzi, cronache e commedie, per un totale di 112 volumi pubblicati tra il 1893 e il 1928. Seguace del Parnasse, fu anche collaboratore della Gazeta de Tarde e deputato, oltre che presidente dell'Accademia brasiliana delle lettere nel 1926.
Fu il padre del calciatore Preguinho, che ha rappresentato la nazionale brasiliana ai mondiali del 1930, con 3 gol segnati.